# Santiago González (tennis)
Pour les articles homonymes, voir Santiago González.
Santiago González, né le 24 février 1983 à Córdoba, est un joueur de tennis mexicain, professionnel depuis 2001.

## Carrière
Santiago González est sacré en 2001 champion du monde ITF junior en double avec Bruno Echagaray.
En simple, il est en 2005 et 2006 le no 1 mexicain au classement ATP. Il a atteint une fois le tableau final d'un tournoi du Grand Chelem, au tournoi de Wimbledon 2009, où il s'incline au premier tour face à l'Israélien Dudi Sela. En 2011, il passe un tour lors du tournoi d'Acapulco en battant son compatriote Daniel Garza avant d'être écarté par David Ferrer.
Il a remporté 2 tournois Challenger en simple à Belo Horizonte en 2008 et León en 2010. Par ailleurs, il est membre de l'équipe du Mexique de Coupe Davis avec laquelle il joue depuis 2001 et a atteint les barrages du groupe mondial en 2006.
Sa carrière est plus prolifique en double, où il a atteint la 7e place mondiale et remporté vingt-trois tournois pour un total de 41 finales jouées sur le circuit ATP.
En double mixte, il a atteint quatre fois la finale d'un tournoi du Grand Chelem mais les a toutes perdues.
Le 1er avril 2023, il remporte son premier ATP Masters 1000 à Miami avec son partenaire Édouard Roger-Vasselin. Après deux autres titres (Cabo San Lucas et Bâle), le binôme remporte le Masters de Paris-Bercy. Ses cinq titres de l'année 2023 lui permettent de participer au Masters de fin d'année où il est demi-finaliste.

## Palmarès

### En double messieurs
| 24 titres en double | 0 G. Chelem | 0 G. Chelem | 0 G. Chelem | 0 G. Chelem | 0 Masters  | 0 Masters  | 0 Masters   | 0 Masters   | 2 Masters 1000 | 2 Masters 1000 | 2 Masters 1000 | 2 Masters 1000 | 2 ATP 500          | 2 ATP 500          | 2 ATP 500          | 2 ATP 500          | 20 ATP 250         | 20 ATP 250         | 20 ATP 250     | 20 ATP 250     | 0 JO           | 0 JO           | 0 JO           | 0 JO           |
| 24 titres en double | 10 sur dur  | 10 sur dur  | 10 sur dur  | 10 sur dur  | 10 sur dur | 10 sur dur | 5 sur gazon | 5 sur gazon | 5 sur gazon    | 5 sur gazon    | 5 sur gazon    | 5 sur gazon    | 9 sur terre battue | 9 sur terre battue | 9 sur terre battue | 9 sur terre battue | 9 sur terre battue | 9 sur terre battue | 0 sur moquette | 0 sur moquette | 0 sur moquette | 0 sur moquette | 0 sur moquette | 0 sur moquette |

## Parcours dans les tournois duGrand Chelem

### En simple messieurs
| Année | Open d'Australie | Open d'Australie | Internationaux de France | Internationaux de France | Wimbledon       | Wimbledon         | US Open | US Open        |
| ----- | ---------------- | ---------------- | ------------------------ | ------------------------ | --------------- | ----------------- | ------- | -------------- |
| 2008  | —                | —                | —                        | —                        | Q3              | Serhiy Stakhovsky | Q1      | Roger-Vasselin |
| 2009  | Q1               | Wayne Odesnik    | Q1                       | Stéphane Robert          | 1er tour (1/64) | Dudi Sela         | Q2      | Rui Machado    |
| 2010  | —                | —                | Q2                       | Benoît Paire             | 1er tour (1/64) | Greg Jones        | Q1      | Peter Polansky |

N.B. : à droite du résultat se trouve le nom de l'ultime adversaire.

### En double messieurs
| Année | Open d'Australie                                                                                | Open d'Australie                                                                              | Internationaux de France                                                                      | Internationaux de France                                                                     | Wimbledon                                                                                | Wimbledon | US Open | US Open |
| ----- | ----------------------------------------------------------------------------------------------- | --------------------------------------------------------------------------------------------- | --------------------------------------------------------------------------------------------- | -------------------------------------------------------------------------------------------- | ---------------------------------------------------------------------------------------- | --------- | ------- | ------- |
| 2009  | —                                                                                               | —                                                                                             | —                                                                                             | —                                                                                            | 1er tour (1/32) T. Rettenmaier \|\| style="text-align:left;" \| Max Mirnyi Andy Ram      | —         | —       |         |
| 2010  | —                                                                                               | —                                                                                             | 1/8 de finale T. Rettenmaier \|\| style="text-align:left;" \| L. Dlouhý L. Paes               | 2e tour (1/16) T. Rettenmaier \|\| style="text-align:left;" \| J. Benneteau M. Llodra        | 1er tour (1/32) T. Rettenmaier \|\| style="text-align:left;" \| M. Granollers T. Robredo |           |         |         |
| 2011  | 2e tour (1/16) P. Marx \|\| style="text-align:left;" \| Max Mirnyi Daniel Nestor                | 1er tour (1/32) T. Rettenmaier \|\| style="text-align:left;" \| R. Schüttler A. Waske         | 1/8 de finale C. Ball \|\| style="text-align:left;" \| M. Llodra N. Zimonjić                  | 1er tour (1/32) J. Murray \|\| style="text-align:left;" \| J. Melzer P. Petzschner           |                                                                                          |           |         |         |
| 2012  | 1/4 de finale C. Kas \|\| style="text-align:left;" \| Max Mirnyi Daniel Nestor                  | 2e tour (1/16) C. Kas \|\| style="text-align:left;" \| O. Marach H. Zeballos                  | 2e tour (1/16) C. Kas \|\| style="text-align:left;" \| S. Darcis O. Rochus                    | 1/8 de finale S. Lipsky \|\| style="text-align:left;" \| Bob Bryan Mike Bryan                |                                                                                          |           |         |         |
| 2013  | 1er tour (1/32) S. Lipsky \|\| style="text-align:left;" \| Eric Butorac Paul Hanley             | 1er tour (1/32) S. Lipsky \|\| style="text-align:left;" \| M. Elgin D. Istomin                | 2e tour (1/16) S. Lipsky \|\| style="text-align:left;" \| Jesse Levine V. Pospisil            | 1er tour (1/32) S. Lipsky \|\| style="text-align:left;" \| J. Erlich Andy Ram                |                                                                                          |           |         |         |
| 2014  | 1er tour (1/32) S. Lipsky \|\| style="text-align:left;" \| O. Marach F. Mergea                  | 2e tour (1/16) S. Lipsky \|\| style="text-align:left;" \| M. Llodra N. Mahut                  | 2e tour (1/16) S. Lipsky \|\| style="text-align:left;" \| L. Paes R. Štěpánek                 | 1er tour (1/32) O. Marach \|\| style="text-align:left;" \| M. Emmrich Lukáš Rosol            |                                                                                          |           |         |         |
| 2015  | 1er tour (1/32) M. Fyrstenberg \|\| style="text-align:left;" \| S. Giraldo João Sousa           | 1er tour (1/32) M.Á. Reyes \|\| style="text-align:left;" \| M. González André Sá              | 2e tour (1/16) M. Fyrstenberg \|\| style="text-align:left;" \| Ivan Dodig Marcelo Melo        | 2e tour (1/16) M. Fyrstenberg \|\| style="text-align:left;" \| R. Bopanna F. Mergea          |                                                                                          |           |         |         |
| 2016  | 1er tour (1/32) J. Knowle \|\| style="text-align:left;" \| T. Bellucci M. Demoliner             | 1er tour (1/32) M. Fyrstenberg \|\| style="text-align:left;" \| Bob Bryan Mike Bryan          | 2e tour (1/16) S. Lipsky \|\| style="text-align:left;" \| Ivan Dodig Marcelo Melo             | 2e tour (1/16) J. Erlich \|\| style="text-align:left;" \| Bob Bryan Mike Bryan               |                                                                                          |           |         |         |
| 2017  | 1er tour (1/32) D. Marrero \|\| style="text-align:left;" \| H. Kontinen John Peers              | Finale D. Young                                                                               | R. Harrison M. Venus                                                                          | 1er tour (1/32) D. Young \|\| style="text-align:left;" \| P.-H. Herbert N. Mahut             | 1er tour (1/32) D. Young \|\| style="text-align:left;" \| R. Lindstedt J. Thompson       |           |         |         |
| 2018  | 1er tour (1/32) Julio Peralta \|\| style="text-align:left;" \| Hugo Nys Benoît Paire            | 2e tour (1/16) M. Demoliner \|\| style="text-align:left;" \| F. López Marc López              | 2e tour (1/16) M. Demoliner \|\| style="text-align:left;" \| Dominic Inglot Franko Škugor     | 2e tour (1/16) M. Demoliner \|\| style="text-align:left;" \| J.-S. Cabal Robert Farah        |                                                                                          |           |         |         |
| 2019  | 1er tour (1/32) A.-U.-H. Qureshi \|\| style="text-align:left;" \| Henri Kontinen John Peers     | 1er tour (1/32) A.-U.-H. Qureshi \|\| style="text-align:left;" \| Dušan Lajović J. Tipsarević | 1/8 de finale A.-U.-H. Qureshi \|\| style="text-align:left;" \| Marcus Daniell Wesley Koolhof | 1er tour (1/32) A.-U.-H. Qureshi \|\| style="text-align:left;" \| Henri Kontinen John Peers  |                                                                                          |           |         |         |
| 2020  | 1/4 de finale Ken Skupski \|\| style="text-align:left;" \| Max Purcell Luke Saville             | 1er tour (1/32) Ken Skupski \|\| style="text-align:left;" \| Simone Bolelli M. González       | Annulé                                                                                        | Annulé                                                                                       | 1er tour (1/16) Ken Skupski \|\| style="text-align:left;" \| Simone Bolelli M. González  |           |         |         |
| 2021  | 1er tour (1/32) M. Demoliner \|\| style="text-align:left;" \| M. Arévalo M. Middelkoop          | 1er tour (1/32) M. Demoliner \|\| style="text-align:left;" \| Oliver Marach A.-U.-H. Qureshi  | 1er tour (1/32) M. Demoliner \|\| style="text-align:left;" \| A. Golubev Robin Haase          | 1/8 de finale Andrés Molteni \|\| style="text-align:left;" \| Kevin Krawietz Horia Tecău     |                                                                                          |           |         |         |
| 2022  | 1er tour (1/32) Andrés Molteni \|\| style="text-align:left;" \| Kevin Krawietz Andreas Mies     | 1er tour (1/32) Andrés Molteni \|\| style="text-align:left;" \| Rafael Matos David Vega       | 1/8 de finale Andrés Molteni \|\| style="text-align:left;" \| Denis Kudla Jack Sock           | 1er tour (1/32) Andrés Molteni \|\| style="text-align:left;" \| M. Ebden M. Purcell          |                                                                                          |           |         |         |
| 2023  | 2e tour (1/16) É. Roger-Vasselin \|\| style="text-align:left;" \| Nikola Čačić A.-U.-H. Qureshi | 1/8 de finale É. Roger-Vasselin \|\| style="text-align:left;" \| Sander Gillé Joran Vliegen   | 1/8 de finale É. Roger-Vasselin \|\| style="text-align:left;" \| Kevin Krawietz Tim Pütz      | 1/8 de finale É. Roger-Vasselin \|\| style="text-align:left;" \| Hugo Nys J. Zieliński       |                                                                                          |           |         |         |
| 2024  | 1/8 de finale N. Skupski \|\| style="text-align:left;" \| A. Behar A. Pavlásek                  | 1er tour (1/32) É. Roger-Vasselin \|\| style="text-align:left;" \| H. Heliövaara Henry Patten | 2e tour (1/16) É. Roger-Vasselin \|\| style="text-align:left;" \| C. Eubanks Evan King        | 1er tour (1/32) É. Roger-Vasselin \|\| style="text-align:left;" \| Tristan Boyer Emilio Nava |                                                                                          |           |         |         |

N.B. : le nom du partenaire se trouve sous le résultat ; les noms des ultimes adversaires se trouvent à droite.

### En double mixte
| Année | Open d'Australie                                                                      | Open d'Australie                                                                     | Internationaux de France                                                           | Internationaux de France                                                               | Wimbledon                                                                            | Wimbledon                                                                        | US Open                                                                        | US Open                  |
| ----- | ------------------------------------------------------------------------------------- | ------------------------------------------------------------------------------------ | ---------------------------------------------------------------------------------- | -------------------------------------------------------------------------------------- | ------------------------------------------------------------------------------------ | -------------------------------------------------------------------------------- | ------------------------------------------------------------------------------ | ------------------------ |
| 2010  | —                                                                                     | —                                                                                    | —                                                                                  | —                                                                                      | 2e tour (1/16) K. Jans-Ignacik                                                       | Yan Zi M. Fyrstenberg                                                            | —                                                                              | —                        |
| 2011  | —                                                                                     | —                                                                                    | —                                                                                  | —                                                                                      | 1er tour (1/32) R. Marino                                                            | A. Dulgheru Rajeev Ram                                                           | —                                                                              | —                        |
| 2012  | 1er tour (1/16) K. Jans-Ignacik                                                       | J. Gajdošová Bruno Soares                                                            | Finale K. Jans-Ignacik                                                             | Sania Mirza M. Bhupathi                                                                | 1er tour (1/32) Zhang Shuai                                                          | G. Voskoboeva Mikhail Elgin                                                      | —                                                                              | —                        |
| 2013  | 2e tour (1/8) Yan Zi                                                                  | Y. Shvedova D. Istomin                                                               | 2e tour (1/8) A. Rodionova                                                         | Nadia Petrova J. S. Cabal                                                              | 2e tour (1/16) N. Grandin                                                            | A. Peya A.-L. Grönefeld                                                          | Finale A. Spears                                                               | A. Hlaváčková Max Mirnyi |
| 2014  | —                                                                                     | —                                                                                    | 1/4 de finale Arantxa Parra                                                        | A.-L. Grönefeld J.-J. Rojer                                                            | 1er tour (1/32) Chan Yung-jan                                                        | M. Krajicek Martin Emmrich                                                       | Finale A. Spears                                                               | S. Mirza B. Soares       |
| 2015  | 2e tour (1/8) A. Spears                                                               | S. Mirza B. Soares                                                                   | —                                                                                  | —                                                                                      | 1er tour (1/32) A. Spears                                                            | L. Heywitt C. Dellacqua                                                          | —                                                                              | —                        |
| 2016  | —                                                                                     | —                                                                                    | —                                                                                  | —                                                                                      | 3e tour (1/8) A. Parra Santonja                                                      | K. Srebotnik M. Matkowski                                                        | 2e tour (1/8) A. Spears                                                        | L. Siegemund M. Pavić    |
| 2017  | —                                                                                     | —                                                                                    | —                                                                                  | —                                                                                      | —                                                                                    | —                                                                                | 2e tour (1/8) A. Rosolska \|\| style="text-align:left;" \| Chan H.-c. M. Venus |                          |
| 2018  | 1er tour (1/16) A. Rosolska \|\| style="text-align:left;" \| J. Larsson M. Middelkoop | 1/2 finale K. Srebotnik \|\| style="text-align:left;" \| G. Dabrowski M. Pavić       | 1er tour (1/32) R. Atawo \|\| style="text-align:left;" \| E. Svitolina N. Mahut    | 2e tour (1/8) A.-L. Grönefeld \|\| style="text-align:left;" \| N. Melichar O. Marach   |                                                                                      |                                                                                  |                                                                                |                          |
| 2019  | —                                                                                     | —                                                                                    | 2e tour (1/8) L. Kichenok \|\| style="text-align:left;" \| A. Hesse B. Bonzi       | 1er tour (1/32) Han Xinyun \|\| style="text-align:left;" \| N. Kichenok A-U-H. Qureshi | —                                                                                    | —                                                                                |                                                                                |                          |
|       |                                                                                       |                                                                                      |                                                                                    |                                                                                        |                                                                                      |                                                                                  |                                                                                |                          |
| 2021  | —                                                                                     | —                                                                                    | —                                                                                  | —                                                                                      | 1er tour (1/32) G. Olmos \|\| style="text-align:left;" \| L. Kichenok O. Marach      | —                                                                                | —                                                                              |                          |
| 2022  | 2e tour (1/8) N. Kichenok \|\| style="text-align:left;" \| E. Shibahara B. McLachlan  | 1er tour (1/16) L. Siegemund \|\| style="text-align:left;" \| Sania Mirza Ivan Dodig | 1er tour (1/16) Yang Z. \|\| style="text-align:left;" \| Ellen Perez M. Middelkoop | 1er tour (1/16) A. Klepač \|\| style="text-align:left;" \| S. Stosur M. Ebden          |                                                                                      |                                                                                  |                                                                                |                          |
| 2023  | —                                                                                     | —                                                                                    | 1er tour (1/16) A. Danilina \|\| style="text-align:left;" \| G. Olmos N. Skupski   | 1er tour (1/16) B. Strýcová \|\| style="text-align:left;" \| A. Sutjiadi M. Middelkoop | 1/4 de finale B. Strýcová \|\| style="text-align:left;" \| E. Shibahara M. Pavić     |                                                                                  |                                                                                |                          |
| 2024  | 1er tour (1/16) Chan H.-c. \|\| style="text-align:left;" \| O. Gadecki M. Polmans     | —                                                                                    | —                                                                                  | Finale G. Olmos                                                                        | Hsieh S.-w. J. Zieliński                                                             | 2e tour (1/8) G. Olmos \|\| style="text-align:left;" \| Hsieh S.-w. J. Zieliński |                                                                                |                          |
| 2025  | —                                                                                     | —                                                                                    | —                                                                                  | —                                                                                      | 2e tour (1/8) T. Mihalíková \|\| style="text-align:left;" \| K. Siniaková S. Verbeek | —                                                                                | —                                                                              |                          |

N.B. : le nom de la partenaire se trouve sous le résultat ; les noms des ultimes adversaires se trouvent à droite.

## Participation auMasters

### En double
| Année | Ville | Surface    | Partenaire             | Résultats | Résultat final |
| ----- | ----- | ---------- | ---------------------- | --------- | -------------- |
| 2023  | Turin | Dur (int.) | Édouard Roger-Vasselin | 2v, 2d    | Demi-finaliste |

## Classements ATP en fin de saison
| Année          | 2000 | 2001 | 2002 | 2003 | 2004 | 2005 | 2006 | 2007 | 2008 | 2009 | 2010 | 2011 | 2012 | 2013 | 2014 | 2015 | 2016 | 2017 | 2018 | 2019 | 2020 | 2021 | 2022 | 2023 |
| Rang en simple | 1182 | 637  | 471  | 321  | 276  | 194  | 237  | 458  | 255  | 177  | 254  | 560  | –    | –    | 1182 | –    | –    | –    | –    | –    | –    | –    | –    | –    |
| Rang en double | 888  | 636  | 269  | 228  | 118  | 124  | 236  | 167  | 169  | 106  | 50   | 28   | 34   | 33   | 36   | 65   | 47   | 28   | 53   | 49   | 47   | 35   | 28   | 11   |

Source : (en) Classements de Santiago González sur le site officiel de la Fédération internationale de tennis